# Celles (Houyet)

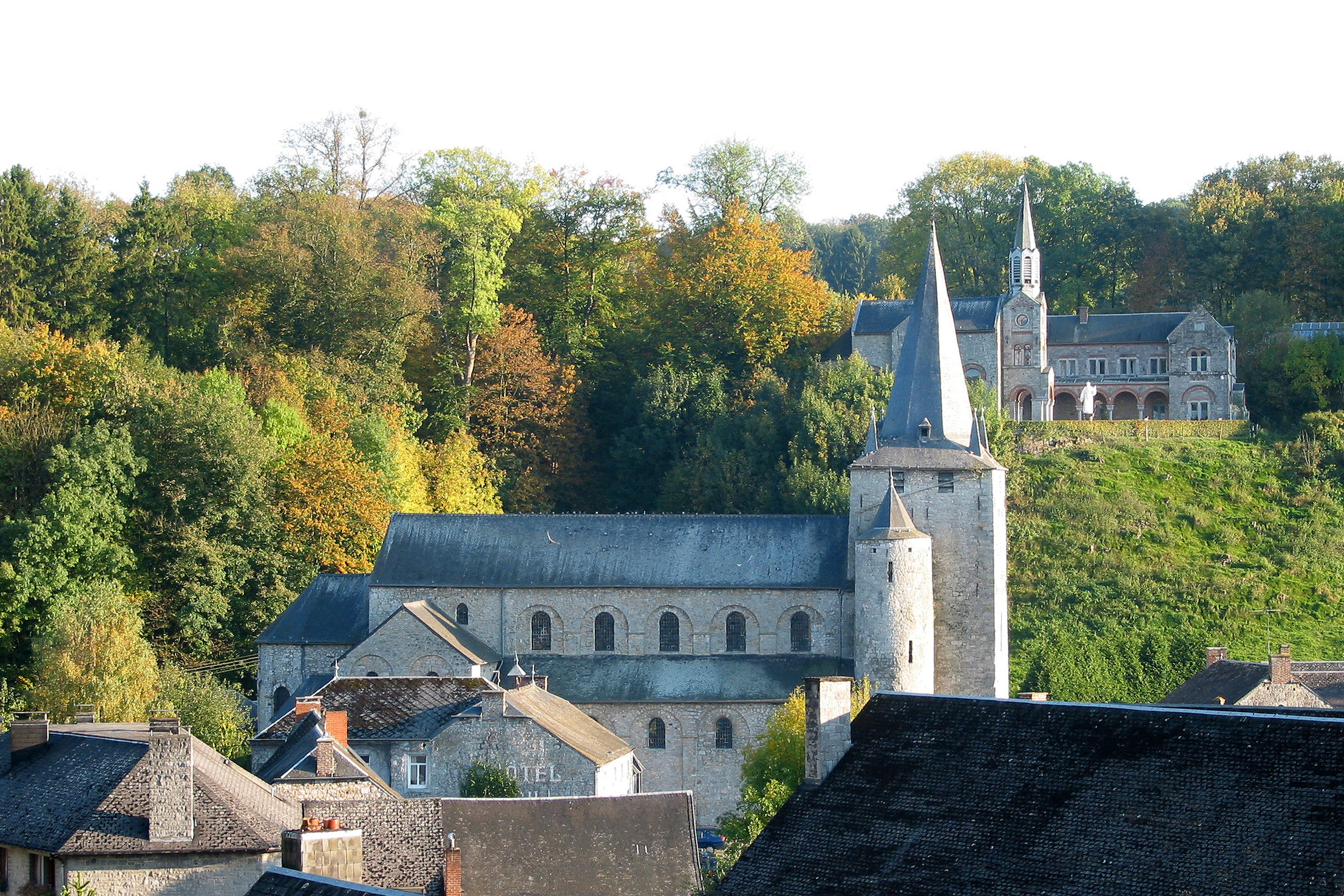
L'antiga església col·legiata de St. Hadelin (del segle XI)

Celles és un llogaret del municipi de Houyet, a la província de Namur, Bèlgica.
Forma part de l'associació històrica Les Plus Beaux Villages de Wallonie ("Els pobles més bells de Valònia").
Hi ha l'estació de ferrocarril de Gendron-Celles, situada alguns quilòmetres al sud-oest del centre de la vila, prop del riu Lesse.
Prop de la vila hi ha el Château de Vêves, i el Castell de Miranda.
Fou el punt més llunyà al qual arribà l'exèrcit alemany mentre durà el setge de Bastogne durant la batalla de les Ardenes a la II Guerra Mundial, cosa que és recordada amb un tanc Panther.